# Pomeni imen asteroidov: 50001–51000
Pregled pomenov imen asteroidov (malih planetov) od številke 50001 do 51000, ki jim je Središče za male planete dodelilo številko in so pozneje dobili tudi uradno ime  v skladu z dogovorjenim načinom imenovanja. Pregled je preverjen z Schmadelovim “Slovarjem imen malih planetov” (“Dictionary of Minor Planet Names”). 
Pregled pojasnjuje izvor oziroma pomen imen asteroidov, ki ga je priznala Mednarodna astronomska zveza (IAU). Nekateri asteroidi imajo imajo dodatno pojasnilo o izvoru imena, ki pa vedno ni popolnoma zanesljivo (oznaka “†” ali “‡“). 
| Ime            | Začasna oznaka | Izvor imena |
| 50001–50100    | 50001–50100    | 50001–50100 |
| -------------- | -------------- | --- |
| 50033 Perelman | 2000 AF48      | Grigorij Jakovlevič Perelman (rusko Григорий Яковлевич Перельман) (rojen 1966), ruski matematik † |
| 50101–50200    |                | |
| 50201–50300    |                | |
| 50240 Cortina  | 2000 BY3       | Cortina d'Ampezzo, letoviško mesto v Dolomitih, Italija, ki je gostilo leta 1956 zimske Olimpijske igre, v bližini je Astronomski observatorij Col Drusciè (Osservatorio Astronomico del Col Drusciè ) † |
| 50301–50400    |                | |
| 50401–50500    |                | |
| 50412 Ewen     | 2000 DG1       | Harry Ewen, kanadski ljubiteljski astronom † Arhivirano 2010-10-08 na Wayback Machine. ‡ |
| 50413 Petrginz | 2000 DQ1       | Petr Ginz, češko-judovski deček, ki je izdajal skrivni časopis Vedem v Terezinskem (mesto Terezin ali po nemško Theresienstadt) getu med drugo svetovno vojno † ‡                                        |
| 50501–50600    |                | |
| 50601–50700    |                | |
| 50701–50800    |                | |
| 50801–50900    |                | |
| 50901–51000    |                | |

| Predhodnik: 49001–50000 | Pomeni imen asteroidov Seznam asteroidov (50001-50250) Seznam asteroidov (50251-50500) Seznam asteroidov (50501-50750) Seznam asteroidov (50751-51000) | Naslednik: 51001–52000 |